# Kundratice
Kundratice település Csehországban, a Žďár nad Sázavou-i járásban. Kundratice Horní Libochová, Kadolec, Jívoví és Křižanov településekkel határos. Lakosainak száma 175 fő (2024. január 1.).

## Népesség
A település lakosságának változását az alábbi diagram mutatja:
| Lakosok száma | 364  | 319  | 283  | 260  | 236  | 205  | 190  | 180  | 171  | 175  |
|               | 1869 | 1890 | 1921 | 1950 | 1980 | 2001 | 2017 | 2019 | 2022 | 2024 |